# Manialtepec-tó
A Manialtepec-tó (spanyolul: Laguna de Manialtepec) Mexikó Oaxaca államában található. Különlegességét gazdag élővilága (azon belül is madárvilága) mellett a biolumineszcencia adja: a benne élő páncélos ostorosok időnként gyenge kékes fényt bocsátanak ki. Neve a navatl nyelvből származik: a manial jelentése „(víz)forrás”, a tepec pedig „hegy”-et jelent, a teljes név arra utal, hogy a tó melletti hegyen hévizes források vannak, amelyek vize többek között ide folyik le.

## Leírás
A tó Oaxaca déli részén, a Csendes-óceán partjának közvetlen közelében található, Puerto Escondido városától valamivel több mint 10 km távolságra északnyugatra. Alakja nagyjából téglalap: hossza 5, szélessége 1 km, nyugati végén pedig egy kanyargós meder nyúlik ki belőle az óceán irányába. A lehullott csapadék mennyiségének függvényében vízszintje és ez által területe is változik: a legmagasabb vízállást július és szeptember között éri el, ekkor mind a Manialtepec folyóval, mind az óceánnal összefűződik.
A partokon mangroveerdők húzódnak, amelyekben a leggyakoribb fajok a vörös mangrove és a Laguncularia racemosa. Ezen erdőkben él a tichinda nevű ehető kagyló, amely igen fontos szerepet játszik a környék gasztronómiájában.

## Turizmus
A tavat és környékét ugyan nem özönlik el a turisták (ezáltal számos szinte érintetlen része van még), de azért elérhetőek szolgáltatások a látogatók számára. Lehetőség van például nagyjából 10-személyes csónakok bérlésére, amelyekkel egy közel kétórás sétahajózás tehető a parti mangroveerdők mentén, illetve kajakozni is lehet. A leglátványosabb a tó éjszaka (azon belül is akkor, amikor az újhold miatt teljesen sötét az ég), mert ekkor figyelhetőek meg a kékes fényt kibocsátó mikroorganizmusok, bár a jelenség nem mindig történik meg, szerencse is kell hozzá, hogy részünk lehessen benne.